# East La Mirada
East La Mirada est une census-designated place située dans le comté de Los Angeles, en Californie. En 2010, la population comptait 9 757 habitants.